# Alcalde de Bogotá
El Alcalde Mayor del Distrito Capital de Bogotá, comúnmente conocido como el alcalde de Bogotá, encabeza el gobierno del distrito junto a los secretarios de despacho y los jefes de los departamentos administrativos.
El Alcalde no es la máxima autoridad administrativa de la capital, distinción que pertenece al Concejo Distrital, estipulado en el estatuto orgánico de Bogotá, decreto ley 1421 de 1993, órgano encargado de crear acuerdos distritales  y vigilar políticamente al alcalde. El alcalde es elegido cada cuatro años por voto popular y es normalmente considerado por la opinión pública como el segundo cargo político más importante en Colombia después del Presidente de la República. La Alcaldía Mayor de Bogotá está a su vez descentralizada en veinte divisiones territoriales (localidades) cada una de las cuales tiene sus propios alcaldes locales.
Carlos Fernando Galán es el actual alcalde de Bogotá, siendo elegido para el periodo 2024-2027.

## Funciones
El alcalde tiene, a grandes rasgos tres tipos de funciones fundamentales: administrativas, normativas y disciplinarias. Las funciones administrativas del alcalde tienen que ver con el funcionamiento diario de la ciudad, y se relacionan con el aparato estatal subnacional o descentralizado del Distrito. Las funciones normativas tienen por fin elaborar regulaciones para complementar leyes o acuerdos distritales existentes, o aquellos que sean necesarios para la administración de la ciudad y que no se opongan a ninguna ley o acuerdo existente. Por último la función disciplinaria se relaciona con la vigilancia y el control que el alcalde debe efectuar sobre todos los empleados de la administración del Distrito, así como ser el órgano de cierre de todos los procesos contravencionales que se siguen en la ciudad, lo cual lo habilita para absolver o sancionar a particulares por infracciones contra el orden público o regulaciones distritales o nacionales, como infracciones urbanísticas o violaciones al código de tránsito.

### Funciones Administrativas
Entre las funciones administrativas con las que cuenta el alcalde están: representar jurídicamente a la ciudad, ejecutar las obras de infraestructura pública estipuladas en el presupuesto, presentar el presupuesto de la ciudad al Consejo Distrital,  velar por la prestación de los servicios públicos, nombrar los cargos directivos de las entidades públicas a cargo del Distrito,  y ser la primera autoridad policiva del municipio.  
Como representante legal de la ciudad está encargado de representar judicialmente al Distrito en contratos y pleitos judiciales. Esta función es usualmente delegada a los secretarios del gabinete de gobierno o a abogados empleados por el Distrito, pero el alcalde es personalmente responsable por todas las actuaciones que ejerzan en función de representar a la ciudad, por lo cual en cualquier momento puede decidir personalmente resumir su competencia. Los acuerdos que el alcalde firme en nombre de la ciudad son legalmente vinculantes para la misma y se presumen válidos. 
Como ejecutador del presupuesto una de sus funciones más vitales y visibles es la ejecución de obras públicas. La gran mayoría de las obras públicas que se realizan en Bogotá deben adelantarse por licitación pública. Por lo anterior el alcalde junto con sus secretarios distritales y demás subalternos debe elaborar las licitaciones y escoger un contratista para ejecutar las obras estipuladas en el presupuesto. El alcalde además debe velar por el cumplimiento de las obras públicas en los plazos estipulados y cuenta con prerrogativas extraordinarias (cláusulas excepcionales) que le permiten terminar unilateralmente dichos contratos en caso de incumplimiento. En el ejercicio de la ejecución de obras públicas tiene la potestad de emitir actos administrativos como la expropiación de predios, así como ordenar la asignación de restricciones urbanísticas en predios determinados.

### Funciones Normativas
Entre las funciones normativas del alcalde se encuentran elaborar los planes de ordenamiento territorial y desarrollo de la Ciudad así como reglamentar a través de decretos temas bajo su órbita de competencia. Estas funciones son de gran importancia para la ciudad pues determinan el uso de los suelos e imponen restricciones o regulaciones al comercio y al tránsito.
Las potestades normativas del alcalde generalmente debe ser aprobadas por el Consejo Distrital. Aunque el alcalde no requiere permiso expreso del consejo para emitir decretos, estos pueden ser declarados nulos por los jueces si no se ajustan a las regulaciones distritales o nacionales. De la misma manera el Consejo en cualquier momento puede pasar un acuerdo distrital dejando sin validez cualquier decreto emitido por el alcalde, por lo cual en materia normativa no es la máxima autoridad del distrito. Sus otras facultades normativas son limitados. Por ejemplo la elaboración del Plan de Ordenamiento Territorial (POT), debe realizarse a través de varios mecanismos de concertación. Sólo cuando el Consejo no aprueba el POT puede el alcalde decretarlo. Actualmente existe controversia en cuanto a si el alcalde puede decretar el POT cuando el consejo vota que NO, o cuando simplemente guarda silencio respecto al asunto. 
El alcalde también expide el Plan de desarrollo. El Plan de Desarrollo es el documento en el cual se plasma el plan de gobierno (las promesas de campaña) del alcalde, en él se estipulan las políticas públicas que el alcalde busca impulsar. El plan de desarrollo se ejecuta a través del presupuesto. El Concejo puede elegir no aprobar determinados rubros del presupuesto por lo cual la ejecución del Plan de Desarrollo está supeditado a la aprobación del Concejo.

### Función Disciplinaria
Como jefe de gobierno del Distrito el alcalde es la máxima autoridad administrativa de la administración local. En consecuencia el alcalde dispone de la potestad de nombrar y destituir a los funcionarios de libre nombramiento y remoción, quienes generalmente ocupan los altos cargos. Pero también tiene la potestad de despedir a cualquier funcionario que trabaje para la administración,  mediante proceso disciplinario, por faltas cometidas contra la ética, la honra, o los principios generales de la administración pública. En materia disciplinario la competencia del alcalde puede ser desplazada por la contraloría o la procuraduría cuando estas entidades tengan competencia preferente, pero en la gran mayoría de los casos, es la alcalde el llamado a ser la última instancia en los procesos disciplinarios que se sigan en contra de los trabajadores del Distrito. 
En asuntos policivo el alcalde cambien es la última instancia en los procesos contravencionales, como las multas de tránsito, o las multas por crear disturbios. El alcalde puede ordenar las demolición de edificios que amenacen ruina, o que incumplan normativas urbanísticas y ordenar desalojos. Todas las actuaciones disciplinarias que ejerza el alcalde deben asegurarle a los procesados un debido proceso.

## Gabinete
Para lograr el cumplimiento de sus funciones y del plan de desarrollo, el alcalde Mayor se asesora de un equipo de funcionarios que acompañan la administración distrital en diversos temas:
| Gabinete                                                                               | Encargado(a)                   |
| -------------------------------------------------------------------------------------- | ------------------------------ |
| Organismos del gobierno distrital                                                      |                                |
| Secretario Privado y Jefe de Gabinete                                                  | Carlos José Lasprilla          |
| Secretario Jurídico                                                                    | Mauricio Moncayo               |
| Secretaria General                                                                     | Miguel Silva Moyano            |
| Secretaría de Gobierno                                                                 | Gustavo Quintero Ardila        |
| Secretaría de Salud                                                                    | Gerson Bermont                 |
| Secretaría de Educación del Distrito                                                   | Isabel Segovia                 |
| Secretaria De Cultura, Recreación y Deporte                                            | Santiago Trujillo              |
| Secretaría de Planeación                                                               | Úrsula Ablanque Mejía          |
| Secretaría de Ambiente                                                                 | Adriana Soto                   |
| Secretaría de Hacienda                                                                 | Ana María Cadena               |
| Secretaria de Seguridad, Convivencia y Justicia                                        | César Restrepo                 |
| Secretaría de Integración Social                                                       | Roberto Angulo                 |
| Secretaría de Movilidad                                                                | Claudia Díaz                   |
| Secretaria de la Mujer                                                                 | Laura Tami                     |
| Secretaría de Hábitat                                                                  | Vanessa Velasco                |
| Secretaría de Desarrollo Económico                                                     | María Del Pilar López Uribe    |
| Otras entidades                                                                        |                                |
| Director del Instituto de Desarrollo Urbano, IDU                                       | Orlando Molano Pérez           |
| Directora del Instituto de Recreación y Deporte, IDRD                                  | Daniel García Cañón            |
| Director del Instituto Distrital de Patrimonio Cultural, IDPC                          | Diego Parra                    |
| Director del Instituto Distrital para la Protección de la Niñez y la Juventud, IDIPRON | Javier palacios                |
| Director del Instituto Distrital de Turismo                                            | Andrés Santamaría Garrido      |
| Directora del Instituto Distrital de las Artes, IDARTES                                | Maria claudia parias           |
| Director del Instituto para la Economía Social, IPES                                   | Wilfredo Grajales Rosas        |
| Directora del Instituto Distrital de Protección y Bienestar Animal, IDPYBA             | Antonio Hernández              |
| Director de la Unidad Administrativa Especial de Catastro Distrital, UAECD             | Olga Lucía López Morales       |
| Director de la Unidad Administrativa Especial de Servicios Públicos, UAESP             | Consuelo Ordóñez de Rincón     |
| Director de la Unidad de Mantenimiento Vial, UMV                                       | Monica Rueda Peña              |
| Director de Atenea                                                                     | Víctor Saavedra Mercado        |
| Directora del Departamento Administrativo Defensoría del Espacio Público, DADEP        | Lucía Bastidas Ubate           |
| Directora de la Cárcel Distrital de Varones y Anexo de Mujeres                         |                                |
| Director del Cuerpo Oficial de Bomberos de Bogotá                                      |                                |
| Director de la Orquesta Filarmónica de Bogotá                                          | David García                   |
| Directora del Jardín Botánico José Celestino Mutis                                     | María Claudia García Dávila    |
| Rector de la Universidad Distrital Francisco José de Caldas                            |                                |
| Gerente del Grupo Energía Bogotá                                                       |                                |
| Gerente de la Empresa de Telecomunicaciones de Bogotá                                  |                                |
| Gerente de la Empresa de Acueducto y Alcantarillado de Bogotá                          | Natasha Avendaño               |
| Gerente de la Empresa de Renovación y Desarrollo Urbano, RenoBo                        | Carlos Felipe Reyes            |
| Gerente de TransMilenio                                                                | María Fernanda Ortíz           |
| Gerente del Metro de Bogotá                                                            | Leonidas Nárvaez               |
| Gerente de la Terminal de Transportes de Bogotá                                        |                                |
| Gerente de Canal Capital                                                               | Paula Arenas Canal             |
| Gerente de la Lotería de Bogotá                                                        |                                |
| Veedora Distrital                                                                      | Adriana Herrera Beltrán        |
| Alta Consejera para las Relaciones Internacionales                                     | Jimena Niño Cáceres            |
| Jefe de la Unidad de Gestión y Cumplimiento                                            | José David Castellanos Orjuela |
| Instituto Distrital de la Participación y Acción Comunal IDPAC                         | Maria Jimena Morales Trujillo  |

## Alcaldes de localidad
Bogotá está dividida en 20 entes territoriales (19 urbanos y 1 rural) denominados localidades, cada uno tiene una oficina y un jefe representativo llamado "alcalde local", anteriormente "alcalde menor", que es presentado por la Junta Administradora Local (JAL) y nombrado por el Alcalde Mayor de Bogotá. Estas entidades reciben en total el 10% del presupuesto de Bogotá para garantizar el correcto funcionamiento de su respectiva administración y satisfacer las necesidades de los habitantes de su jurisdicción.
| Localidad          | Alcalde local                   |
| ------------------ | ------------------------------- |
| Usaquén            | Daniel Ortiz Quintero           |
| Chapinero          | Alexandra Mejía Guzmán          |
| Santa Fe           | Diego Lopez                     |
| San Cristóbal      | Carlos Hernando Macías Montoya  |
| Usme               | Ana Isabel Hortúa Salcedo       |
| Tunjuelito         | Julián Andrés Carvajal Zamora   |
| Bosa               | Fabián Ernesto Ramírez          |
| Kennedy            | Karla Tathyanna Marín Ospina    |
| Fontibón           | Adriana Yaneth Ortiz Ubaque     |
| Engativá           | Víctor Huertas Prada            |
| Suba               | César Salamanca                 |
| Barrios Unidos     | Melissa Morales                 |
| Teusaquillo        | María Angélica González Russi   |
| Los Mártires       | John Flacher                    |
| Antonio Nariño     | Danilson Guevara                |
| Puente Aranda      | Víctor Alfonso Cruz             |
| La Candelaria      | Angélica Angarita               |
| Rafael Uribe Uribe | Diana Carolina Sánchez Castillo |
| Ciudad Bolívar     | Diego Arley Arenas Manrique     |
| Sumapaz            | Sebastián Saldarriaga Rivera    |